# 0566
0566 è il prefisso telefonico del distretto di Follonica, appartenente al compartimento di Pisa.
Il distretto comprende la parte settentrionale della provincia di Grosseto. Confina a est con il distretto di Siena (0577), a sud di Grosseto (0564) e a nord di Piombino (0565) e di Volterra (0588).

## Aree locali e comuni
Il distretto di Follonica comprende 6 comuni compresi nell'unica area locale di Follonica, formata dall'aggregazione degli ex settori di Follonica e Massa Marittima. I comuni compresi nel distretto sono: Follonica, Gavorrano, Massa Marittima, Monterotondo Marittimo, Montieri e Scarlino .